# Свентослав (Торуньский повет)
Свентослав — деревня в гмине Хелмжа Торуньского повета Куявско-Поморского воеводства в центральной части севера Польши.